# Grosser Preis des Kantons Aargau 1999
Il Grosser Preis des Kantons Aargau 1999, trentaseiesima edizione della corsa, si svolse il 2 maggio su un percorso di 196 km. Fu vinto dal lettone Romāns Vainšteins della Vini Caldirola-Sidermec davanti all'italiano Gabriele Missaglia e allo sloveno Gorazd Štangelj.

## Ordine d'arrivo (Top 10)
| Pos. | Corridore           | Squadra                     | Tempo    |
| ---- | ------------------- | --------------------------- | -------- |
| 1    | Romāns Vainšteins   | Vini Caldirola-Sidermec     | 4h38'01" |
| 2    | Gabriele Missaglia  | Lampre-Daikin-Colnago       | s.t.     |
| 3    | Gorazd Štangelj     | Mobilvetta Design-Northwave | s.t.     |
| 4    | Beat Zberg          | Rabobank                    | a 2"     |
| 5    | Paolo Valoti        | Mobilvetta Design-Northwave | a 8"     |
| 6    | Alain Turicchia     | Riso Scotti-Vinavil         | s.t.     |
| 7    | Gianni Faresin      | Mapei-Quick Step            | s.t.     |
| 8    | Giuseppe Calcaterra | Saeco                       | a 20"    |
| 9    | Paolo Bettini       | Mapei-Quick Step            | s.t.     |
| 10   | Giuseppe Di Grande  | Mapei-Quick Step            | s.t.     |